# Molomijn
De Molomijn is een mijn in Madagaskar, gelegen in de regio Atsimo-Andrefana in de buurt van Fotadrevo. De mijn herbergt een van de grootste voorraden grafiet van Madagaskar met een geschatte 155 miljoen ton erts waarvan 8% grafiet.